# Miguel Nóbrega
Miguel Raimundo Nóbrega (Funchal, 17 aprile 2000) è un calciatore portoghese, difensore del Vitória Guimarães.

## Carriera

### Club
Cresciuto nel settore giovanile del Benfica, il 24 maggio 2018 ha firmato il suo primo contratto professionistico con il club lusitano, di durata quinquennale. Il 30 settembre 2020 è stato ceduto in prestito al Grasshoppers; rientrato al Benfica B, il 16 gennaio 2022 ha segnato la sua prima rete in carriera, nella partita di campionato vinta per 3-0 in trasferta contro il Nacional.
Il 15 luglio 2022 è stato acquistato dal Rio Ave, con cui si è legato fino al 2025.

### Nazionale
Ha giocato nelle nazionali giovanili portoghesi Under-16, Under-18 ed Under-20.

## Statistiche

### Presenze e reti nei club
Statistiche aggiornate al 20 gennaio 2023.
| Stagione         | Squadra          | Campionato       | Campionato | Campionato | Coppe nazionali | Coppe nazionali | Coppe nazionali | Coppe continentali | Coppe continentali | Coppe continentali | Altre coppe | Altre coppe | Altre coppe | Totale | Totale |
| Stagione         | Squadra          | Comp             | Pres       | Reti       | Comp            | Pres            | Reti            | Comp               | Pres               | Reti               | Comp        | Pres        | Reti        | Pres   | Reti   |
| ---------------- | ---------------- | ---------------- | ---------- | ---------- | --------------- | --------------- | --------------- | ------------------ | ------------------ | ------------------ | ----------- | ----------- | ----------- | ------ | ------ |
| 2018-2019        | Benfica B        | LdH              | 3          | 0          |                 | -               | -               |                    | -                  | -                  |             | -           | -           | 3      | 0      |
| 2019-2020        | Benfica B        | LdH              | 0          | 0          |                 | -               | -               |                    | -                  | -                  |             | -           | -           | 0      | 0      |
| set. 2020        | Benfica B        | LdH              | 1          | 0          |                 | -               | -               |                    | -                  | -                  |             | -           | -           | 1      | 0      |
| set. 2020-2021   | Grasshoppers     | ChL              | 15         | 0          | CS              | 2               | 0               |                    | -                  | -                  |             | -           | -           | 17     | 0      |
| 2021-2022        | Benfica B        | LdH              | 23         | 2          |                 | -               | -               |                    | -                  | -                  |             | -           | -           | 23     | 2      |
| Totale Benfica B | Totale Benfica B | Totale Benfica B | 27         | 2          |                 | -               | -               |                    | -                  | -                  |             | -           | -           | 27     | 2      |
| 2022-2023        | Rio Ave          | PL               | 8          | 0          | CP+CdL          | 1+2             | 0               |                    | -                  | -                  |             | -           | -           | 11     | 0      |
| Totale carriera  | Totale carriera  | Totale carriera  | 50         | 2          |                 | 5               | 0               |                    | -                  | -                  |             | -           | -           | 55     | 2      |

## Palmarès

### Club

#### Competizioni nazionali
- Challenge League: 1

Grasshoppers: 2020-2021